# Bill Keenan
Bill Keenan – kanadyjski narciarz, specjalista narciarstwa dowolnego. Zajął 34. miejsce w jeździe po muldach na mistrzostwach świata w Tignes. Nie startował na żadnych igrzyskach olimpijskich. Najlepsze wyniki w Pucharze Świata osiągnął w sezonie 1982/1983, kiedy to zajął 16. miejsce w klasyfikacji generalnej, a w klasyfikacji jazdy po muldach był pierwszy. W sezonie 1979/1980 był drugi, a w sezonie 1981/1982 był trzeci w klasyfikacji jazdy po muldach.
W 1986 r. zakończył karierę.

## Sukcesy

### Mistrzostwa świata
| Miejsce | Dzień    | Rok  | Miejscowość | Konkurencja      | Zwycięzca    |
| ------- | -------- | ---- | ----------- | ---------------- | ------------ |
| 34.     | 2 lutego | 1986 | Tignes      | Jazda po muldach | Éric Berthon |

### Puchar Świata

#### Miejsca w klasyfikacji generalnej
- 1979/1980 – 18.
- 1980/1981 – 22.
- 1981/1982 – 23.
- 1982/1983 – 16.
- 1983/1984 – 21.
- 1984/1985 – 23.
- 1985/1986 – 64.

#### Miejsca na podium
1. Oberjoch – 1 marca 1980 (Jazda po muldach) – 3. miejsce
2. Livigno – 16 stycznia 1981 (Jazda po muldach) – 1. miejsce
3. Oberjoch – 14 lutego 1981 (Jazda po muldach) – 3. miejsce
4. Angel Fire – 23 stycznia 1982 (Jazda po muldach) – 2. miejsce
5. Sugarbush – 29 stycznia 1982 (Jazda po muldach) – 1. miejsce
6. Livigno – 14 marca 1982 (Jazda po muldach) – 1. miejsce
7. Mariazell – 4 stycznia 1983 (Jazda po muldach) – 3. miejsce
8. Angel Fire – 16 stycznia 1983 (Jazda po muldach) – 3. miejsce
9. Livigno – 3 lutego 1983 (Jazda po muldach) – 1. miejsce
10. Livigno – 5 lutego 1983 (Jazda po muldach) – 1. miejsce
11. Angel Fire – 18 marca 1983 (Jazda po muldach) – 1. miejsce
12. Stoneham – 13 stycznia 1984 (Jazda po muldach) – 2. miejsce
13. Göstling – 27 lutego 1984 (Jazda po muldach) – 1. miejsce
14. Sälen – 21 marca 1984 (Jazda po muldach) – 1. miejsce
15. Breckenridge – 26 stycznia 1985 (Jazda po muldach) – 1. miejsce

- W sumie 9 zwycięstw, 2 drugie i 4 trzecie miejsca.